# Burgstall Darstein
Der Burgstall Darstein ist die Ruine einer Spornburg auf einem 620 Meter hohen Bergsporn bei dem Ortsteil Darstein der Gemeinde Waffenbrunn im oberpfälzischen Landkreis Cham in Bayern. Die Anlage wird als Bodendenkmal unter der Aktennummer D-3-6741-0016 im Bayernatlas als „mittelalterlicher Burgstall "Darstein" mit der Kath. Kirche St. Johann Baptist, ehemals Burgkapelle“ geführt. 

## Geschichte
Die Burg, deren Entstehungszeit unklar ist, wurde in der zweiten Hälfte des 13. Jahrhunderts erstmals erwähnt und war bis 1482 im Besitz der Herren von Donnerstein. 1332 bekennen sich Konrad der alte Donnersteiner und seine Söhne als Eigenleute des Pfalzgrafen Heinrich des Jüngeren und wollen ihm für vier Jahre dienen, andernfalls sie ihr haus zu Donaerstein verlieren. Protwitz Donnerstein verspricht 1391 auf Befehl des Pfalzgrafen Ruprecht, den in Darstein aufgeschlagenen Kasten abzubrechen und diesen in oder um den Hof zu schlagen, d. h. in die Befestigung einzubeziehen. In der Landtafel von 1488 sind Wilhelm Pretschleiffer und Wolfgang Schönsteiner als Inhaber angegeben. 1503 geht das Rittergut an Gabriel von Parsberg über, der somit Darstein und Waffenbrunn in einer Hand vereinigt. In der Landtafel von 1600 ist Darstein letztmals als eigene Hofmark eingetragen, von den Steuerbehörden wird es bereits 1577 und 1590 als Pertinenz von Waffenbrunn behandelt.
Nachdem die Burg mehrmals die Besitzer wechselte, wurde sie im 17. Jahrhundert aufgegeben und diente anschließend als Steinbruch. Schon 1651 wird Darstein als eine längst verfallene, unbewohnte Feste bezeichnet.

## Anlage
Vermutlich bestand die Hauptburg der Spornburg aus einem Donjon, einer Mischung aus Wohnturm, Palas und Bergfried, einer Burgkapelle und einer Vorburg. Von der ehemaligen Burganlage sind nur der Bergfriedstumpf, auf dem heute eine Kapelle steht, der Rest einer mächtigen Mauer und überwachsene Mauerreste erhalten. Der Burgplatz ist heute ein Bodendenkmal.